# Восстание в Сомали (1961)
Восстание 1961 года в Сомали было неудачной попыткой восстания и государственного переворота в северной части Сомали, которая произошла в декабре 1961 года. Заговорщики, группа младших офицеров севера страны, намеревались восстановить независимость государства Сомалиленд.

## Предпосылки
После того, как в 1960 году подопечная территория Сомалиленд была объединена с государством Сомалиленд, было обнаружено, что эти два государства были объединены в соответствии с различными Актами Союза. Парламент недавно объединенной Сомалийской Республики незамедлительно принял новый Акт о союзе для всей Сомали, но этот новый Акт был широко отвергнут в бывшем Государстве Сомалиленд. Тем не менее, парламент с преобладанием представителей южных штатов приказал провести референдум по всей стране для подтверждения Закона о союзе. Большая часть населения севера бойкотировала референдум; на референдуме проголосовало всего лишь 100 000 северян. Из них более 60% выступили против профсоюза в соответствии с новым законом. Но референдум все же состоялся.
Кроме того, клан Исаак, который доминировал на севере, традиционно враждебно относился к кланам Хавийе и Дарод с юга, которые все больше доминировали в политике по всей республике. В результате поддержка союза со стороны Севера стала ослабевать.
Беспорядки и противодействие Союзу еще больше усилились, поскольку южные политики начали занимать большинство политических позиций в недавно объединенной Сомалийской Республике. Это привело к опасениям, что бывший штат Сомалиленд может превратиться в заброшенный форпост. В свою очередь, многие чиновники администрации севера страны и офицеры были перемещены на юг, чтобы таким образом разрядить региональную напряженность.

## Восстание

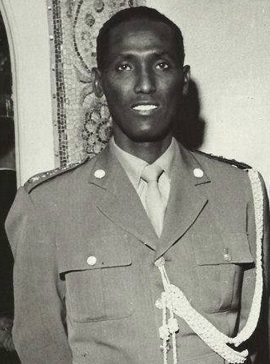
Генерал Дауд Абдулле Хирси (1963 г.)

Помимо этой напряженности, были также личные обиды среди нескольких офицеров севера. Они считали, что офицеры с юга, которые были назначены их начальниками после объединения, были плохо образованы и непригодны для командования военными частями. Вдобавок предполагалось, что правительство предпочитало опираться на офицеров с юга, прошедших подготовку в Италии, а не на офицеров с севера, обученных британцами в Сандхерсте.
Группа из как минимум 24 младших офицеров, в том числе несколько человек, прошедших обучение в Великобритании, в конечном итоге сговорилась положить конец унии между Сомали и Сомалилендом. Одним из заговорщиков был Хусейн Али Дуале, который позже стал ведущим сепаратистским политиком Сомалиленда. Заговорщики полагали, что они пользуются поддержкой генерала Дауда Абдулле Хирси, главы Сомалийской национальной армии.
Когда заговорщики подняли восстание в декабре 1961 года, они хотели захватить крупные города в Сомалиленде. Исследователь Кен Менхаус утверждал, что попытка государственного переворота с самого начала «не имела шансов на успех», поскольку заговорщики не пользовались поддержкой большинства северного населения или местных войск. Одна группа младших офицеров захватила контроль над радиостанцией в Харгейсе, объявив о своих намерениях и о том, что их поддерживает генерал Д.А. Хирси. Другая группа заговорщиков попыталась арестовать вышестоящих офицеров южного происхождения в городе Буръо, но безуспешно.
Могадишо было удивлено восстанием, но реакция центрального правительства была быстрой. Генерал Хирси заявил по радио Могадишо, что он не участвовал в восстании, после чего унтер-офицеры северного происхождения выступили против участников переворота в Харгейсе. Лоялисты вернули себе радио Харгейса, убив одного участника переворота. Восстание было подавлено в считанные часы. Все выжившие участники переворота были арестованы.

## Последствия
Хотя восстание не было поддержано населением севера, местные жители по-прежнему сочувствовали участникам переворота. Таким образом, правительство проявляло гибкость и терпимость в отношении региона севера страны.
Заговорщиков предали суду, и британский судья оправдал их, мотивируя это тем, что законного Акта Союза не существовало. Вследствие этого офицеры не могли быть осуждены на основании Закона, а присутствие южан на севере стало юридически сомнительным. В то время в Сомали, как правило, игнорировались более широкие последствия постановления, но позже это стало важным для северян, которые хотели оправдать отделение Сомалиленда от Сомали. Несмотря на это, правительство Сомали согласилось с решением британского судьи и освободило младших офицеров.
В течение десятилетий после объединения недовольство населения на севере оставалось высоким. Несмотря на это, некоторым членам политической элиты Сомалиленда удалось занять высокие должности в вооруженных силах и правительстве Могадишо. Даже некоторые офицеры, принимавшие участие в восстании 1961 года, такие как Дуале, заняли видные должности. Это не сняло напряженности, и сепаратисты севера в конечном итоге подняли восстание в 1981 году, поспособствовав войне за независимость Сомалиленда. В мае 1991 год Сомалиленд de facto добился независимости.